# Escut de Parets del Vallès

Escut oficial de Parets del Vallès

L'escut oficial de Parets del Vallès té el següent blasonament:
Escut caironat quarterat: al primer i al quart, de sinople, un cavall sallent d'argent; i al segon i al tercer, d'or, quatre pals de gules. Per timbre, una corona mural de Vila.

## Història
Va ser aprovat el 7 de juliol de 2008 i publicat al DOGC el 21 de juliol del mateix any amb el número 5177.
A l'escut tradicional del poble, els quatre pals recorden que Parets era un lloc de domini reial, mentre que el cavall és un senyal que havia figurat a l'estendard d'una societat recreativa local, que fou agafada com a emblema de l'Ajuntament a la dècada del 1920, ja que no tenia cap altre escut ni símbol propi.